# 錫內什蒂鄉 (雅西縣)
47°07′N 27°11′E / 47.117°N 27.183°E
錫內什蒂鄉（羅馬尼亞語：Comuna Sinești, Iași），是羅馬尼亞的鄉份，位於該國東北部，由雅西縣負責管轄，面積100平方公里，海拔高度161米，2007年人口4,401，人口密度每平方公里44人。